# Fate/Extella: The Umbral Star
Fate/Extella: The Umbral Star (яп. フェイト/エクステラ Фэйто/Экусутэра) — компьютерная игра в жанре action, разработанная компанией Type-Moon совместно с Marvelous Entertainment и выпущенная 10 ноября 2016 года на платформах PlayStation 4 и PlayStation Vita в Японии. Игровой процесс Fate/Extella: The Umbral Star  построен на сражении в трёхмерном пространстве между выбранным персонажем и постоянно генерируемыми искусственным интеллектом оппонентами с целью установления контроля игроком над всей игровым полем, после которой происходит битва с призываемым боссом. Сюжет работы является спин-оффом к японской ролевой игре Fate/Extra: события, последовавшие за победой протагонистов прошлой игры, рассказываются в нарративной манере визуальных романов, а основными действующими лицами являются ранее известные персонажи вымышленной вселенной Fate.
После одновременного выхода Fate/Extella: The Umbral Star на двух платформах игре удалось достичь наивысшего уровня продаж среди всех представителей франшизы . В июле 2017 года было осуществлено портирование игры на платформу Nintendo Switch и Windows через сервис цифровой дистрибуции Steam. 7 июня 2018 года в Японии в том же жанре вышло продолжение основной игры под названием Fate/Extella Link.
Игровой процесс выполнен по аналогии с популярной в странах Дальнего Востока серией игр Warriors от компании Koei Tecmo. Критики признали игру удовлетворительной, в качестве достоинства Fate/Extella: The Umbral Star отмечалась динамичность сражений. Однако общая монотонность игры, применение большого количества элементов визуальных романов, слабый относительно других представителей франшизы Fate сюжет и использование низкополигональных текстур персонажей существенно снизили общие итоговые оценки. Тем не менее, многие обозреватели признали игру лучшей в своей стезе среди конкурентов, которую выпустили не Koei Tecmo.

## Игровой процесс
Игра Fate/Extella: The Umbral Star представляет собой однопользовательскую трёхмерную action-игру типа hack and slash, разбитую на несколько последовательных сражений с промежуточными вставками сюжетной информации. В ходе сражений игрок, называемый «Мастером» (англ. Master), берёт управление над персонажем, именуемым «Слугой» (англ. Servant), который должен установить контроль над предложенным игровым полем, разбитым на несколько секторов. В каждом из секторов наличествует большое количество однотипных врагов, непрерывно генерируемых искусственным интеллектом, ограниченное количество их командиров, называемых «Агрессорами» (англ. Aggressor), за уничтожение которых игрок получает новые умения слуги, а также «Заводов» (англ. Plant), производящих противников. Переход между секторами, над которыми не был установлен контроль, осуществляется при помощи «Командных заклинаний» (англ. Command Seal), общее число которых не превышает трёх. В каждом из секторов находится определённое изначально заданное количество «Ключей режима» (англ. Regime Key). Сбор ключей производится за счёт убийства оппонентов, приводит к установлению игроком контроля над сектором и прекращению воспроизводства в нём противников. Потеря секторов, напротив, снижает общее число ключей. Цель сражения заключается в последовательном сборе пятнадцати ключей режима, что завершает «Матрицу режима» (англ. Regime Matrix) и вызывает босса игрового поля, после уничтожения которого сражение объявляется завершённым.
Сами сражения построены на применении комбинаций ударов для снижения очков здоровья оппонента до нулевой отметки. Типы ударов подразделяются на нормальные и тяжёлые, а их последовательное сочетание, уникальное для каждого слуги, позволяет создавать новые типы атак различной силы и области поражения, в том числе в сочетании с прыжками и рывками. Использование комбинаций ударов приводит к постепенному заполнению особой энергетической шкалы, при достижении критической отметки которой игрок получает право применить суперприём «Манёвр Экстелла» (англ. Extella Maneuver), наносящему урон всем окружающим противникам, причём общий максимальный урон от суперприёма увеличивается в геометрической прогрессии от числа затронутых его применением врагов. В различных секторах игровой карты находятся фрагменты схемы фантазмов, после сбора трёх из которых игрок может совершить другой тип суперприёма — «Благородный фантазм» (англ. Noble Phantasm), чьё действие уникально для каждого персонажа. Управление атаками осуществляется посредством настраиваемой двухкнопочной системы геймпада или клавиатуры (нормальные и тяжёлые атаки), в то время как суперприёмы выделены на собственные дополнительные кнопки.
За уничтожение противников происходит начисление очков опыта игровому персонажу, которые повышают его уровень, тем самым открывая возможность выбора новых способностей. В промежутках между сражениями воспроизводятся сцены с видом от третьего лица с трёхмерными изображениями персонажей в основном окне, во время которых подаются диалоги в виде сопутствующего текста, где демонстрируется двухмерное статичное изображение этого же персонажа. По аналогии с жанром визуальных романов в некоторые моменты воспроизведение текста прекращается, и игроку предлагается сделать выбор между различными вариантами ответа слуге, некоторые из которых приводят к повышению уровня связывания. Уровень связывания, в свою очередь, увеличивает количество слотов активных дополнительных боевых навыков слуги, которые могут быть настроены по выбору игрока. В некоторых секторах игрового поля расположены чертежи специальных предметов, которые после их сбора могут быть созданы и экипированы на мастера в промежутках между сражениями. Данные предметы обладают различными свойствами, которые могут быть включены в «Заклинание кода» (англ. Code Cast), способное применяться мастером на собственного слугу для усиления боевых навыков. Всё взаимодействие игрока со слугой осуществляется в специальном помещении, называемом «Комнатой» (англ. Room) и оформленном индивидуально под каждого героя.
В Fate/Extella: The Umbral Star представлены три игровых режима: «Основная история» (англ. Main Story), «Побочная история» (англ. Side Story) и «Свободная битва» (англ. Free Battle). Первый из них позволяет игроку в качестве мастера присоединиться к одной из трёх фракций под командованием слуг — Нерона, Тамамо-но маэ и Аттилы — и принять участие в кампании, управляя одним из этих персонажей, состоящей из захвата нескольких игровых областей. Прохождение основной истории приводит к разблокировке четырнадцати второстепенных персонажей, каждый из которых имеет собственную небольшую миссию в режиме побочной истории. Свободная битва предлагает игроку сражение за любого из слуг против выбранного босса без какого-либо сюжетного содержания с целью установления контроля над одним игровым полем.

## Сюжет и персонажи
Fate/Extella: The Umbral Star является спин-оффом японской ролевой игры Fate/Extra и построена на её сеттинге с добавлением персонажей из других произведений вымышленной вселенной Fate (Fate/stay night, Fate/Zero и Fate/Apocrypha).
После завершения «Войны Святого Грааля» (яп. 聖杯戦争 Сэйхай Сэнсо:) (состязания между магами, воссозданного на поверхности Луны при помощи системы суперкомпьютера SE.RA.PH. в виртуальной реальности) её победители — мастер Хакуно Кисинами и слуга Нерон Клавдий — получили в награду за своё достижение власть над всем окружавшим их миром. В качестве доказательства своего статуса слуге Нерону также была дарована регалия — магическое кольцо с драгоценным камнем. Несмотря на итоговую победу в войне, система суперкомпьютера продолжила генерировать программные ошибки в виде множества неигровых персонажей, проявлявших агрессию ко всем окружающим и не являвшихся переродившимися духами героев прошлого, в отличие от слуг. Для решения этой проблемы Нерон создаёт под своим началом группу из пяти слуг, занимающуюся установлением контроля над всей территорией виртуальной реальности. Однако, в ходе одного из сражений она обнаруживает, что параллельно ей захватом областей занимается и другое объединение слуг под командованием Тамамо-но маэ. Встретившись лично с Тамамо, Нерон узнаёт, что её противница также наделена регалией, и видит, что мастером этой слуги является точная копия Хакуно Кисинами.
Нерон и Тамамо развязывают полномасштабную войну друг против друга за господство над территорией, но вскоре выясняют, что существует и третья сила под руководством псевдо-слуги, созданного суперкомпьютером на основе предводителя гуннов Аттилы. Сражения продолжаются с новой силой, но каждая из сторон параллельно пытается расследовать, что же стало истинной причиной происходящего, и окончательно решить эту проблему.
В режиме основной истории игры представлены три независимые сюжетные арки, по одной на каждую из фракций.
| Персонажи в серии Fate/Extella: The Umbral Star  | Персонажи в серии Fate/Extella: The Umbral Star  | Персонажи в серии Fate/Extella: The Umbral Star | Персонажи в серии Fate/Extella: The Umbral Star |
| Персонаж                                         | Класс                                            | Первое появление в серии Fate                   | Сэйю                                            |
| ------------------------------------------------ | ------------------------------------------------ | ----------------------------------------------- | ----------------------------------------------- |
| Мастер                                           |                                                  |                                                 |                                                 |
| Хакуно Кисинами (яп. 岸波白野)                   | ―                                                | Fate/Extra                                      | Ацуси Абэ (мужчина) Юи Исикава (женщина)        |
| Фракция Нерона                                   |                                                  |                                                 |                                                 |
| Нерон Клавдий (яп. ネロ・クラウディウス)         | Сэйбер (Saber с англ. — «сабля», букв. «Мечник») | Fate/Extra                                      | Сакура Тангэ                                    |
| Гавейн (яп. ガウェイン)                          | Сэйбер                                           | Fate/Extra                                      | Такахиро Мидзусима                              |
| Кухулин (яп. クー・フーリン)                     | Лансер (Lancer с англ. — «Копейщик»)             | Fate/stay night                                 | Нобутоси Канна                                  |
| Ли Шувэнь (яп. 李書文)                           | Ассасин (Assassin с англ. — «Убийца»)            | Fate/Extra                                      | Кунихико Ясуи                                   |
| Неизвестный (яп. 無銘)                           | Арчер (Archer с англ. — «Лучник»)                | Fate/stay night                                 | Дзюнъити Сувабэ                                 |
| Фракция Тамамо                                   |                                                  |                                                 |                                                 |
| Тамамо-но маэ (яп. 玉藻の前)                     | Кастер (Caster с англ. — «Заклинатель»)          | Fate/Extra                                      | Тива Сайто                                      |
| Елизавета Батори (яп. エリザベート・バートリー)  | Лансер                                           | Fate/Extra CCC                                  | Руми Окубо                                      |
| Карна (яп. カルナ)                               | Лансер                                           | Fate/Apocrypha                                  | Кодзи Юса                                       |
| Люй Бу (яп. 呂布奉先)                            | Берсеркер (Berserker с англ. — «Берсерк»)        | Fate/Extra                                      | Кунихико Ясуи                                   |
| Медуза (яп. メドゥーサ)                          | Райдер (Rider с англ. — «Всадник»)               | Fate/stay night                                 | Ю Асакава                                       |
| Фракция Аттилы                                   |                                                  |                                                 |                                                 |
| Аттила (яп. アッティラ)                          | Сэйбер                                           | ―                                               | Мамико Ното                                     |
| Александр Македонский (яп. イスカンダル)         | Райдер                                           | Fate/Zero                                       | Акио Оцука                                      |
| Гильгамеш (яп. ギルガメッシュ)                   | Арчер                                            | Fate/stay night                                 | Томокадзу Сэки                                  |
| Жанна д’Арк (яп. ジャンヌ・ダルク)               | Рулер (Ruler с англ. — «Правитель»)              | Fate/Apocrypha                                  | Маая Сакамото                                   |
| Прочие персонажи                                 |                                                  |                                                 |                                                 |
| Артурия Пендрагон (яп. アルトリア・ペンドラゴン) | Сэйбер                                           | Fate/stay night                                 | Аяко Кавасуми                                   |
| Архимед (яп. アルキメデス)                       | Кастер                                           | ―                                               | Кадзуюки Окицу                                  |

## Разработка
В 2015 году разработчик компьютерных игр Imageepoch был объявлен банкротом и все права на выпущенную им ранее продукцию перешли к издателям, одним из которых являлась компания Marvelous Entertainment, которая занималась выпуском японских ролевых игр Fate/Extra и Fate/Extra CCC на сценарий Киноко Насу. В этой связи руководство Marvelous Entertainment приняло решение заняться продолжением этой серии игр, которое было согласовано с Imageepoch ещё в 2013 году во время выпуска Fate/Extra CCC, и обратилось за помощью к компании Type-Moon, являвшейся правообладателем на всю продукцию франшизы Fate. Генеральный директор Type-Moon Такаси Такэути дал своё согласие на участие в проекте в качестве создателей сценария и дизайна персонажей, но подчеркнул, что эта работа будет рассматриваться его компанией как побочная относительно разработки онлайн-игры Fate/Grand Order и ремейка визуального романа Tsukihime.
Во время планирования характера будущей работы существовали различные варианты, включавшие как action, так и японскую ролевую игру, однако в итоге было решено разрабатывать новый продукт в специфическом популярном в странах Дальнего Востока жанре musou. Имя этого жанра происходит от японского варианта названия серии игр Warriors  (яп. 無双 Мусо:) от компании Koei, игровой процесс которых построен на последовательном уничтожении выбранным игроком героем большого количества непрерывно генерируемых врагов с помощью комбинаций ударов. По мнению руководства Marvelous Entertainment, герои вымышленной вселенной Fate с их приёмами и связь сеттинга Fate/Extra с суперкомпьютерами, создающими различных искусственных противников протагонисту, хорошо подходили бы под эти жанровые рамки. В итоге было решено создавать сюжет будущей игры как альтернативную реальность к Fate/Extra и прямое продолжение Fate/Extra CCC, где упор вновь делался бы на бисёдзё-персонажей. Новая игра первоначально получила название Exterra (ex terra с лат. — «от земли»), что подразумевало, по мнению разработчиков, что местом действия является некий внешний мир. Однако позже это имя было заменено на Extella, поскольку в японском языке оба варианта звучали одинаково.
На должность сценариста работы вновь был утверждён Киноко Насу, а в помощь ему со стороны Marvelous Entertainment был добавлена Хикару Сакурай. Совместно они согласились отойти от повествовательного характера Fate/Extra, сосредоточенного на изложении истории в стиле визуального романа. Также было решено использовать уже завоевавших популярность публики персонажей других работ Type-Moon, для того чтобы сосредоточить внимание игроков на особенностях игрового процесса самого продукта, как это произошло ранее в серии игр Melty Blood после начала их коммерческого издания. Первоначально имелись планы сделать «простой вариант Fate/Extra» и в сюжетном плане, однако, как позже отмечал Насу, он начал рассматривать Fate/Extella как базис для неких последующих работ и потому вновь сделал упор на новом сеттинге работы, стараясь продемонстрировать различные его детали. По этой причине объём текстовой информации в игре был увеличен более чем в два раза по сравнению с исходным замыслом Marvelous Entertainment. Также Насу признался, что в Fate/Extella сильно проявилось изменение атмосферы его текстов с драматической в ранних работах (Kara no Kyoukai, Tsukihime, Fate/stay night) на развлекательную с комедийными элементами. По аналогии с Fate/Extra CCC была реализована система комнат слуг, в которых бы происходило их общение с протагонистом и настройка перечня их боевых навыков.
Дизайн персонажей игры снова был поручен иллюстратору Вадарко, которая в свою очередь задействовала для проработки деталей коллектив Type-Moon, занимавшийся в тот момент Fate/Grand Order. При создании костюмов женского протагониста Вадарко использовала одно из платьев 1950-х годов Одри Хепбёрн, сделав на его основе позже и версию для мужского героя. В ходе проверки кодовой реализации дизайна Marvelous Entertainment иллюстратор обнаружила изменение цвета причёски одной из главных героинь (Нерон) по сравнению с оригинальной Fate/Extra, но решила отдать этот недочёт на откуп самому разработчику.
Поскольку планировалось задействовать как можно больше популярных персонажей серии, то было решено добавить наиболее известного персонажа франшизы — Артурию Пендрагон, для которой в тот момент велась разработка собственной сюжетной линии для дополнения в Fate/Grand Order. Насу отмечал, что хотел и в Fate/Extella представить её в виде главной героини, чтобы попробовать раскрыть черты характера в новых условиях, однако в итоге Артурии отвели место скрытого персонажа, разблокировавшегося при определённых условиях по ходу игры. По причине опасений за сохранение единого стиля центрального персонажа всей франшизы дизайном героини занимался huke, под надзором Вадарко и создателя её оригинального облика Такаси Такэути.
Как и в предыдущих играх серии вновь было создано три сюжетные линии, которые были распределены между Нероном, Тамамо-но маэ, появившимися ещё в Fate/Extra, а также новым персонажем Аттилой, каждая из которых использовалась в качестве слуги протагонистом. Основной упор при создании игрового процесса делался на достижение его максимального разнообразия в рамках жанра. Сценарная часть была добавлена в игру в виде анимированных сцен с воспроизведением текста наподобие визуальным романам, как характерная особенность всей франшизы Fate. Сам Насу отмечал, что хотел, чтобы в отличие от предыдущих работ аудитории запомнились бы не только созданный им сеттинг и персонажи, но и игровой процесс. Изначально игра разрабатывалась под платформу PlayStation Vita, но затем Marvelous Entertainment решили выпустить одновременно с ней и версию для PlayStation 4, сделав необходимые улучшения графической части работы, что привело к задержке выпуска самой игры от планируемой даты.
Озвучивание героев было доверено сэйю персонажей, ранее уже участвовавших в других проектах Type-Moon, на фоне чего сценарист игры высказал, что даже не задумывался о необходимости совместной работы с актёрами по деталям передачи образов персонажей, поскольку эта работа уже неоднократно проводилась им. Реплики Тамамо-но маэ и Нерона прописывались Насу с учётом манеры речи исполнительниц их ролей — Тивы Сайто и Сакуры Тангэ.

## Выпуск
| Системные требования | Системные требования                                               | Системные требования                                               |
| -------------------- | ------------------------------------------------------------------ | ------------------------------------------------------------------ |
|                      | Рекомендации                                                       |                                                                    |
| Microsoft Windows    |                                                                    |                                                                    |
| ОС                   | Windows 7, 8, 8.1                                                  | Windows 7, 8, 8.1                                                  |
| ЦПУ                  | Intel Core i5 6400 (3.2 HHz) / AMD A8-6500 (3.5 HHz)               | Intel Core i5 6400 (3.2 HHz) / AMD A8-6500 (3.5 HHz)               |
| Объём ОЗУ            | 8 GB                                                               | 8 GB                                                               |
| Место на диске       | 5 GB                                                               | 5 GB                                                               |
| Видеокарта           | Поддержка DirectX 11.0, NVIDIA GeForce GTX 950 / AMD Radeon R7 360 | Поддержка DirectX 11.0, NVIDIA GeForce GTX 950 / AMD Radeon R7 360 |

Первое объявление о существовании проекта игры Fate/Extella: The Umbral Star, находящегося в стадии разработки, было опубликовано 17 марта 2016 года в выпуске журнала Famitsu, когда по заверению разработчиков было закончено около 60 % всей работы. 2 июня того же года было сообщено о различных видах бонусной продукции и загружаемого контента, среди которого оказался костюм слуги Гильгамеша, подвергшийся изменению спустя всего две недели после этого. Согласно информации с сайта разработчика это было сделано «в силу различных причин», однако, по мнению интернет-портала Gematsu, эта замена могла быть вызвана тем, что предложенный дизайн слишком напоминал форму офицеров нацистской Германии. В период с 12 по 16 июня игра была представлена на выставке Electronic Entertainment Expo 2016 в Лос-Анджелесе, где впервые была показана демоверсия и разглашено, что игровой процесс будет построен на базе жанра musou, а официальное издание намечено на 10 ноября 2016 года. В сентябре того же года была продемонстрирована вступительная заставка производства студии Shaft и состоялась премьера тематической песни «ex: tella» в исполнении певицы Elisa на текст Kotoko.
В установленный срок Fate/Extella: The Umbral Star была выпущена в версиях для платформ PlayStation Vita и PlayStation 4 на территории Японии, но в других регионах без объяснений причин была отсрочена на начало 2017 года. Лишь 17 января на территории Северной Америки и 20 января 2017 года в странах Евросоюза игра поступила в продажу через издательство Xseed Games. За два первых дня продаж обе версии игры с отрывом возглавили рейтинг текущих продаж платформенных игр в Японии, опередив каждой из них PriPara Mezameyo! Megami no Dress Design и специальное издание The Elder Scrolls V: Skyrim более чем на сорок тысяч копий. К 18 ноября 2016 года суммарно оказалось реализовано более 200 тысяч копий игры. Летом 2018 года, благодаря уязвимости в защите Steam Web API, стало известно, что точное количество пользователей сервиса Steam, которые играли в игру хотя бы один раз, составляет 79 474 человека.
В апреле 2017 года на очередной пресс-конференции Nintendo Direct было объявлено о грядущем портировании Fate/Extella: The Umbral Star для Nintendo Switch, которое состоялось в июле того же года в различных странах. По сравнению с предыдущими версиями новое издание включало в себя весь ранее изданный загружаемый контент, а также некоторую дополнительную продукцию для поклонников, и дополнительные настройки интерфейса для корейского языка и китайской традиционной иероглифики. Также 25 июля 2017 года игра была размещена в сервисе Steam для платформы Windows. 7 июня 2018 года в Японии в том же жанре вышло продолжение Fate/Extella: The Umbral Star под названием Fate/Extella Link.
В марте 2018 года серия была продолжена тематически связанной ёнкомой Fate/Iku stella (яп. Fate/育ステラ) от мангаки Усаги Рото, которая публиковалась в журнале Young Ace издательства Kadokawa Shoten и повествовала о воспитании мастера Хакуно Кисинами, превратившегося во младенца, своими слугами — Нероном, Тамамо-но маэ и Аттилой. Однако уже 19 августа того же года было объявлено о приостановке выпуска серии на неопределённый срок.

## Критика
| Сводный рейтинг       | Сводный рейтинг | Сводный рейтинг |
| Издание               | Оценка          | Оценка          |
| Издание               | Switch          | PS4             |
| --------------------- | --------------- | --------------- |
| GameRankings          | 69,81 %         | 65,53 %         |
| Metacritic            | 69 %            | 67 %            |
| Иноязычные издания    |                 |                 |
| Издание               | Оценка          | Оценка          |
| Издание               | Switch          | PS4             |
| Destructoid           | N/A             | 6/10            |
| GameRevolution        | 3/5             | N/A             |
| IGN                   | N/A             | 7/10            |
| Nintendo World Report | 7,5/10          | N/A             |
| WorthPlaying          | 8/10            | N/A             |
| Atomix                | 74/100          | 72/100          |
| Cogconnected          | 60/100          | 85/100          |
| Everyeye.it           | 7,5/10          | 7,5/10          |
| 4Players              | 71/100          | 71/100          |
| Gameblog              | 7/10            | 7/10            |
| GameCritics           | N/A             | 6,5/10          |
| GameSpew              | 7/10            | 5/10            |
| NintendoLife          | 8/10            | N/A             |
| PlayStation Lifestyle | N/A             | 7,5/10          |

Fate/Extella получила удовлетворительные оценки критиков, отметивших, что игра стала первым представителем жанра musou для вымышленной вселенной Fate. Таким образом, она сумела войти в ряд с другими аниме-франшизами («Берсерк», Gundam, OnePiece), по которым ранее уже выпускались сходные работы. Также рецензенты указывали, что данная игра является первым опытом в этой стезе и для Marvelous Entertainment, которая таким образом пыталась разбить монополию Koei Tecmo. По мнению западных обозревателей, выбранный жанр работы пользовался значительной популярностью в странах Азии, но вывод его на европейский и американский рынки был сопряжён с серьёзными рисками.

### Сюжет и режимы игры
Большинство рецензентов отметило сходство повествовательной части Fate/Extella с механикой жанра визуальных романов, развивавшей связь между игроком и персонажем и влиявшей на дальнейшее развитие сюжета и навыков. Однако, на взгляд некоторых из них, хотя таким образом и отдавалась дань традициям серии, начинавшейся именно с визуальных романов, но сами диалоговые вставки серьёзно нарушали ритм игры своей чрезмерной продолжительностью. При этом отмечалось, что реализация такой системы в рамках жанра musou выполнена достаточно интересно и может заинтересовать фанатов франшизы. Текст же самой работы вновь, как и в других представителях серии Fate, был оценён как «типичный нарратив для многочасового осмысления», отличавшийся «тяжёлым слогом», однако обозреватель Destructoid Деннис Карден, напротив, дал ему положительный отзыв, выделив проработку диалоговой части.
Сюжет игры был неоднозначно расценён рецензентами, подчёркивавшими необходимость знакомства с другими работами серии для полноценного его понимания, которое в противном случае оборачивалось ощущением скуки от большого объёма текста у неподготовленного игрока. На взгляд Марка Сэммата из GameSpew, упущением работы стал отход от драматической концепции «Войн Святого Грааля», которые были успешно реализованы в историях Fate/stay night и в особенности Fate/Zero и представляли собой битвы между мастерами и слугами, а не методичное уничтожение неизвестных генерируемых противников. Блейк Грандмен в рецензии для портала PlayStation Lifestyle отмечал, что Fate/Extella отличается особенно слабым сюжетом на фоне основной серии Fate в плане развития отношений «Мастер-Слуга», поскольку в ряде сцен персонажи начинают действовать, словно забыв свои цели и прежние статусы. Рассказы о предыстории слуг, по мнению Майка Рейеса из Atomix, отличались однотипностью и не привносили ничего нового к предыдущим работам франшизы, при этом второстепенные персонажи и вовсе не были раскрыты по-новому. Хосе Родригес в своём обзоре для IGN подчеркнул, что сценарий битв также отличался примитивностью и однообразием. Многими обозревателями в негативном плане был отмечен характер отношений протагониста с Нероном, который из-за концентрированного романтического подтекста и возможности влияния игрока по системе выборов на развитие этой связи получил сравнение с жанром симуляторов свиданий, который выглядел слишком типичным для аниме. Мэттью Атли из GameRevolution высказал предположение, что все эти сюжетные недочёты были вызваны желанием авторов сделать преимущественный упор на демонстрацию сеттинга в ущерб самим персонажам.
Мнения обозревателей разошлись в оценке режима отдельных миссий: на взгляд некоторых из них сюжет этих побочных историй ничего не добавлял к восприятию аудиторией основного сюжета, другие же отмечали большое количество этих заданий, что разнообразило игровой процесс. Положительно был отмечен режим свободной битвы, позволявший, по мнению рецензентов, выявлять слабости классов слуг, что компенсировало отсутствие многопользовательского режима игры.

### Action
При рассмотрении игрового процесса обозревателями постоянно проводились параллели с представителями серии Dynasty Warriors и делались попытки оценить вклад игры в развитие жанра musou как такового. Отмечалось, что наиболее характерной чертой Fate/Extella являлась общая высокая скорость игрового процесса, которая требовала от игрока большего, нежели конкуренты, вовлечения в сражения, что хорошо подходило жанру. По мнению Матиаса Эртеля из 4Players, подобный динамизм сражений был достигнут благодаря использованию агрессивного искусственного интеллекта оппонентов, превосходящего аналоги производства Koei Tecmo, однако при этом снизились и навыки союзников-NPC. Другие критики отмечали общую слабость сопротивления устройства на лёгких уровнях сложности, что существенно облегчало весь процесс прохождения. При этом делалась оговорка, что боссы, напротив, отличались разнообразностью и сложностью, но не варьировались в зависимости от выбранного игроком слуги.
В целом, обозреватели указывали, что игровая механика Fate/Extella не являлась клоном серии Dynasty Warriors и отличалась от неё необходимостью предварительного контроля над территорией компьютерного оппонента для возможности появления босса уровня. На взгляд Марка Сэммата, этот ход не выделял игру из общей массы других представителей жанра, в отличие от другой адаптированной под рамки musou аниме-игры Berserk and the Band of the Hawk, предлагавшей своё более радикальное видение игровой механики. Кроме того, со стороны некоторых критиков как негативный аспект было воспринято сохранение одного из присущих жанру недостатков — монотонности и чрезмерной повторяемости игровых действий, которые не сглаживались наличием в игре большого количества дополнительного контента. Деннис Карден указывал, что появление усталости у игрока начинало проявляться достаточно быстро после начала прохождения из-за излишне быстрого раскрытия всех возможностей игры, и советовал играть в Fate/Extella со значительными временными перерывами. Матиас Эртель и вовсе высказал идею о том, что разработчикам стоило постараться больше отойти от истоков жанра путём внедрения в игровой процесс принципиально новых элементов.
Тем не менее, часть обозревателей сошлась во мнении, что Fate/Extella стала лучшей представительницей musou, изданной не компанией Koei Tecmo. По их мнению, это стало действительностью благодаря игровому процессу, добавившего стратегический элемент в расстановке приоритетов игрока на поле боя между обороной и атакой секторов, хорошей реализации атак и суперприёмов, масштабности сражений, уступавшей лишь Koei Tecmo, лёгкости перемещения между секторами, а также простоте управления и подробному обучению, встроенному в игру. Также были положительно отмечены внедрённая в игру система создания предметов и комбинаций ударов для персонажей различных боевых стилей, которая, на взгляд Марка Сэммата, отличалась визуальной однообразностью и отсутствием возможности включать в цепочку приёмов силовые атаки.

### Аудио-визуальные компоненты
Критики отметили слабую по меркам других представителей жанра компьютерную графику работы, в особенности использование низкополигональных текстур и моделей персонажей. Закари Миллер в рецензии для Nintendo World Report в дополнение к этому выделил плохую постановку сцен внутриигрового видео, вызванную недостаточно ясной передачей мимики персонажей. Всё это, как расценили обозреватели, было связано с первоначальной ориентированностью разработчика на платформу PlayStation Vita, хотя технически переход на PlayStation 4 мог бы позволить существенно улучшить графику игры, но у Marvelous Entertainment не получилось воспользоваться этой возможностью. В качестве достоинства игры единодушно была выделена высокая частота смены кадров во время сражений, которая не замедлялась даже при серьёзных нагрузках от визуальных эффектов, в том числе на портативных консолях и при использовании телевизионного адаптера.
Несмотря на низкую детализацию текстур критики высоко оценили анимированные вставки, изображавшие суперприёмы героев, отметив их красочность и уникальность для каждого персонажа. Тем не менее, автоматический выбор планов камеры от третьего лица был признан Майком Рейесом крайне неудобным, поскольку постоянно приводил к изменению фокуса выбранного для атаки противника, что ввиду отсутствия фиксации захвата цели, заканчивалось срывом самой атаки. Также отмечалась регулярная потеря части диалогов персонажей, воспроизводимых во время боя, и отсутствие у некоторых из них субтитров.
Дизайн фонового окружения и персонажей, выполненный Вадарко, получил высокие отзывы от рецензентов, отмечавших что выводимый в диалоговом окне спрайт слуги выглядел куда лучше, чем его же 3D-модель на основном экране. В противовес этому рядом обозревателей выделялось использование слишком малого количества моделей базовых оппонентов, получивших от Матиаса Эртеля сравнение со стилистикой Dynasty Warriors: Gundam, а также появление большого количества этти-фансервиса в костюмах женских персонажей в особенности в загружаемом контенте. Музыкальное сопровождение игры удостоилось положительных оценок критиков, как и привлечение оригинального состава сэйю.
Произведённое разработчиком портирование Fate/Extella на платформу Nintendo Switch было встречено неоднозначной реакцией критиков. Отмечалось, что портативная платформа сглаживает визуальные недостатки 3D-моделей, но излишне уменьшает шрифт субтитров во время сражений, что создавало существенные трудности при чтении. Тем не менее, указывалось, что в игровых аспектах версии игры на различных платформах не имели существенных отличий, в том числе была полностью сохранена исходная визуальная производительность.